# WTA 125k 2016
Il WTA 125k 2016 è il secondo livello professionistico di tennis femminile, dopo il WTA Tour 2016. Per il 2016 è costituito da sette tornei con un premio per la vittoria di 125 000 $.

## Calendario
| 14 marzo    | San Antonio Open 2016 San Antonio, Stati Uniti d'America WTA 125k 125 000 $ - Cemento - 32S/16Q/8D Singolare - Doppio          | Misaki Doi 6-4, 6-2                                     | Anna-Lena Friedsam                        | Alison Riske Cvetana Pironkova     | Dar'ja Gavrilova Ana Konjuh Donna Vekić Samantha Crawford           |            |            |
| 14 marzo    | San Antonio Open 2016 San Antonio, Stati Uniti d'America WTA 125k 125 000 $ - Cemento - 32S/16Q/8D Singolare - Doppio          | Anna-Lena Grönefeld Nicole Melichar 6-1, 6-3            | Klaudia Jans-Ignacik Anastasija Rodionova | Alison Riske Cvetana Pironkova     | Dar'ja Gavrilova Ana Konjuh Donna Vekić Samantha Crawford           |            |            |
| 9 maggio    | Empire State Open 2016 West Hempstead, Stati Uniti d'America WTA 125k 125 000 $ - Terra rossa - 32S/16Q/16D Singolare - Doppio | cancellato                                              | cancellato                                | cancellato                         | cancellato                                                          | cancellato | cancellato |
| 30 maggio   | Bol Open 2016 Bol, Croazia WTA 125k 125 000 $ - Terra rossa - 32S/16Q/16D Singolare - Doppio                                   | Mandy Minella 6-2, 6-3                                  | Polona Hercog                             | Nao Hibino Ana Konjuh              | Kristína Kučová Stefanie Vögele Tereza Mrdeža Marina Eraković       |            |            |
| 30 maggio   | Bol Open 2016 Bol, Croazia WTA 125k 125 000 $ - Terra rossa - 32S/16Q/16D Singolare - Doppio                                   | Xenia Knoll Petra Martić 6-3, 6-2                       | Raluca Olaru İpek Soylu                   | Nao Hibino Ana Konjuh              | Kristína Kučová Stefanie Vögele Tereza Mrdeža Marina Eraković       |            |            |
| 6 settembre | Dalian Women's Tennis Open 2016 Dalian, Cina WTA 125k 125 000 $ - Cemento - 32S/16Q/8D Singolare - Doppio                      | Kristýna Plíšková 7–5, 4–6, 2–5 rit.                    | Misa Eguchi                               | Grace Min Han Xinyun               | Wang Qiang Julia Glushko Wang Yafan Aleksandra Krunić               |            |            |
| 6 settembre | Dalian Women's Tennis Open 2016 Dalian, Cina WTA 125k 125 000 $ - Cemento - 32S/16Q/8D Singolare - Doppio                      | Lee Ya-hsuan Kotomi Takahata 6-2, 6-1                   | Nicha Lertpitaksinchai Jessy Rompies      | Grace Min Han Xinyun               | Wang Qiang Julia Glushko Wang Yafan Aleksandra Krunić               |            |            |
| 7 novembre  | Hua Hin Open 2016 Hua Hin, Thailandia WTA 125k 125 000 $ - Cemento - 32S/16Q/16D Singolare - Doppio                            | cancellato                                              | cancellato                                | cancellato                         | cancellato                                                          | cancellato | cancellato |
| 14 novembre | OEC Taipei WTA Challenger 2016 Taipei, Taiwan WTA 125k 125 000 $ - Sintetico (i) - 32S/16Q/16D Singolare - Doppio              | Evgenija Rodina 6-4, 6-3                                | Chang Kai-chen                            | Marina Eraković Olga Govortsova    | Luksika Kumkhum Tatjana Maria Ashleigh Barty Vitalija D'jačenko     |            |            |
| 14 novembre | OEC Taipei WTA Challenger 2016 Taipei, Taiwan WTA 125k 125 000 $ - Sintetico (i) - 32S/16Q/16D Singolare - Doppio              | Natela Dzalamidze Veronika Kudermetova 4-6, 6-3, [10-5] | Chang Kai-chen Chuang Chia-jung           | Marina Eraković Olga Govortsova    | Luksika Kumkhum Tatjana Maria Ashleigh Barty Vitalija D'jačenko     |            |            |
| 14 novembre | Engie Open de Limoges 2016 Limoges, Francia WTA 125k 125 000 $ - Cemento (i) - 32S/16Q/16D Singolare - Doppio                  | Ekaterina Aleksandrova 6-4, 6-0                         | Caroline Garcia                           | Natal'ja Vichljanceva Alizé Cornet | Donna Vekić Tamara Korpatsch Maryna Zanevs'ka Stefanie Vögele       |            |            |
| 14 novembre | Engie Open de Limoges 2016 Limoges, Francia WTA 125k 125 000 $ - Cemento (i) - 32S/16Q/16D Singolare - Doppio                  | Elise Mertens Mandy Minella 6-4, 6-4                    | Anna Smith Renata Voráčová                | Natal'ja Vichljanceva Alizé Cornet | Donna Vekić Tamara Korpatsch Maryna Zanevs'ka Stefanie Vögele       |            |            |
| 21 novembre | Hawaii Open 2016 Honolulu, Stati Uniti d'America WTA 125k 125 000 $ - Cemento - 32S/16Q/8D Singolare - Doppio                  | Catherine Bellis 6-4, 6-2                               | Zhang Shuai                               | Evgenija Rodina Jacqueline Cako    | Samantha Crawford Sachia Vickery Sara Sorribes Tormo Sabine Lisicki |            |            |
| 21 novembre | Hawaii Open 2016 Honolulu, Stati Uniti d'America WTA 125k 125 000 $ - Cemento - 32S/16Q/8D Singolare - Doppio                  | Eri Hozumi Miyu Katō 6(3)–7, 6-3, [10-8]                | Nicole Gibbs Asia Muhammad                | Evgenija Rodina Jacqueline Cako    | Samantha Crawford Sachia Vickery Sara Sorribes Tormo Sabine Lisicki |            |            |